# Tuffsteinbruch Weissenbronnen
Der Tuffsteinbruch Weissenbronnen ist ein vom Regierungspräsidium Tübingen am 27. März 1990 durch Verordnung ausgewiesenes Naturschutzgebiet auf dem Gebiet der Gemeinde Wolfegg im Landkreis Ravensburg. Das Naturschutzgebiet ist Bestandteil des FFH-Gebiets Altdorfer Wald.

## Lage
Der Tuffsteinbruch Weissenbronnen  liegt rund 2,5 km nordwestlich der Wolfegger Ortsmitte beim Weiler Weißenbronnen links der Wolfegger Ach. Das Gebiet gehört zum Naturraum Oberschwäbisches Hügelland.

## Schutzzweck
Der Schutzzweck ist laut Verordnung „neben der Erhaltung des Gebiets als geologisches, hydrogeologisches und kulturgeschichtliches Denkmal, nämlich als ein sehr seltenes Beispiel mächtiger Tuffbildungen im Jungmoränenland und deren Nutzungsgeschichte in Stadien unterschiedlicher Intensität insbesondere der Schutz der außerordentlich wertvollen, mosaikartig ausgebildeten Lebensgemeinschaften von Pflanzen und Tieren im Quellmmoor, in Abbauflächen und in Quellbächen.“

## Landschaftscharakter
Bei dem Schutzgebiet handelt es sich um einen aufgelassenen Tuffsteinbruch mit einer bis zu 10 Meter hohen Abbauwand, in dem schon seit dem Mittelalter Tuff abgebaut wurde. Der Weißenbronner Tuffstein wurde unter anderem zum Bau der Basilika St. Martin in Weingarten verwendet. Der Abbau wurde 1965 eingestellt. Teile des Areals sind heute bewaldet. Im Süden des Schutzgebiets befindet sich der Rest eines Hangquellmoors. Es wechseln sich durch zahlreiche Quellaustritte kleinräumig sehr trockene und nasse Standorte ab, was zu einer besonders diversen Artenausstattung des Gebiets geführt hat.

## Flora und Fauna
Zu den nennenswerten Arten im Gebiet zählen unter anderem das Helm-Knabenkraut, das Pyrenäen-Löffelkraut, die Schwarzviolette Akelei, der Grüne und der Braune Streifenfarn, die Mücken-Händelwurz, die Sumpfstendelwurz und die Violette Stendelwurz.